# رون هاريسون
رون هاريسون (بالإنجليزية: Ron Harrison)‏ (15 مايو 1923 في المملكة المتحدة - ) هو لاعب كرة قدم بريطاني في مركز مهاجم داخلي. لعب مع نادي غيتزهد ونادي أشينغتون ‏ ودارلينجتون إف سى.

## وصلات خارجية
- رون هاريسون على موقع قاعدة بيانات كرة القدم.إي يو (الإنجليزية)